# Adrian Koy
Adrian „Lifecoach“ Koy (* 28. Oktober 1981 in Kassel) ist ein deutscher E-Sportler und Streamer in der Disziplin Hearthstone und Gwent: The Witcher Card Game und Artifact des Unternehmens Valve Corporation. Er befand sich regelmäßig an der Spitze des GosuGamers.net Rankings und zählt somit zu den besten Spielern weltweit in diesem digitalen Sammelkartenspiel. Derzeit lebt Koy in Wien (Stand 2018).

## Werdegang
Koy spielte schon im Grundschulalter Wirtschaftssimulationen auf dem PC. Seit dem Jahr 2006 widmete sich Koy THNL Poker, bevor er zu Hearthstone wechselte. Seine online erzielten Cashgamegewinne betrugen 8 Millionen US$. Mit Investitionen in Aktien und Immobilien konnte er sein Vermögen noch deutlich ausbauen.
Koy begann Ende 2013 in der Beta-Testing-Phase Hearthstone zu spielen. Im Jahr 2014 erlangte er durch erste Erfolge in Hearthstone schnell große Bekanntheit. Nach circa zwei Monaten beim Team Lucky Draw wechselte er im Januar 2015 zum neu gegründeten Team Nihilum des WoW-Spielers Kungen. Vor allem in der ersten Jahreshälfte 2015 entwickelte er sich zu einem der dominantesten Hearthstone-Spieler weltweit, mit mehreren Turniererfolgen, wobei der erste Platz beim ViaGame House Cup#3 und der Sieg seines Teams bei der Archon Team League zu seinen größten Erfolgen bisher zählen. Neben seinen Turniererfolgen machte sich Koy schnell einen Namen durch seine analytische Herangehensweise an das Spiel, bei der er möglichst viele gegnerische Optionen mitbedenkt. Er begreift jede Partie als „Gesamtkonzept“ und durchdenkt bereits viele mögliche Spielzüge im Vorfeld. Bis Januar 2016 konnte Koy rund 110.000 US-Dollar an kumulierten Preisgeldern ansammeln. Seit Anfang Oktober 2015 spielt er für das Team G2 Esports. Der erste Platz beim fünften SeatStory Cup in Krefeld gehört zu seinen größten Solo-Erfolgen im Jahr 2016 und seit dem Viagame House Cup #3.
In der zweiten Jahreshälfte 2016 begann Koy, stark mit der österreichischen Hearthstone-Community zusammenzuarbeiten, um seiner Wahlheimat Wien mehr Gewicht in der internationalen Hearthstone Szene zu verleihen.
Bis Ende 2017 spielt und streamte Koy hauptsächlich das Online-Sammelkartenspiel Gwent: The Witcher Card Game. Er gewann das bisher höchstdotierte Gwent-Turnier „Gwent Challenger“ mit einem Preisgeld von 100.000 US-Dollar. Im Juli 2017 wurde er als erster Spieler weltweit als professioneller Gwent-Spieler vom Team EvilGeniuses unter Vertrag genommen. Zur gleichen Zeit begann er, Gwent-Turniere in seiner Villa in Wien auszutragen.
Da er sich schon im April von seinem Team EvilGeniuses getrennt hat, ist er derzeit als Free-Agent im E-Sport tätig. Seit Mitte des Jahres 2018 spielt Koy das neue CCG der Valve Corporation: Artifact. Gegen Ende 2018 stellte er jedoch diese Aktivität ein.
Als einer der ältesten (über 30 Jahre) aktiven E-Sportler, sieht Koy eine gewisse Vorbildwirkung in seiner Person bezüglich der Jugendförderung und Alltagstauglichkeit des E-Sports. Er versteht E-Sport als gleichwertige Sportart zu anderen kompetitiven Disziplinen und zeichnet sich durch hohe Selbstdisziplin, maximalen Fokus und seine analytische Denkweise aus.

## Familie und Privates
Adrian Koy wurde 1981 in Kassel als Sohn eines deutschen Vaters und einer japanischen Mutter geboren. Seit 2009 ist er mit Mirijam Koy (geb. Wallinger) verheiratet. Das Ehepaar hat zwei Töchter, geb. 2013 und 2014. Seiner zweiten Tochter widmete er seinen sogenannten „Sunshine Hunter“, die damals erste und somit revolutionäre Control-Variante der Hearthstone-Klasse Jäger. Koy zog im Jahre 2009 von Deutschland nach London, im Jahre 2014 auf die Cayman Islands und lebt seit 2015 in Wien.

## Größte Turnier-Erfolge
| Jahr | Turnier                                   | Platz | Preisgeld |
| ---- | ----------------------------------------- | ----- | --------- |
| 2014 | Hearth2P EU vs CN Masters                 | 1.    | 02.000 $  |
| 2014 | DreamHack Hearthstone Championship        | 3.    | 02.500 $  |
| 2015 | Kinguin For Charity – Spring Edition 2015 | 1.    | 02.500 $  |
| 2015 | Kinguin Pro League 2015 Season 1          | 2.    | 03.000 $  |
| 2015 | Viagame House Cup #3                      | 1.    | 10.000 $  |
| 2015 | Vulcun Deckmasters                        | 4.    | 03.000 $  |
| 2015 | WCA 2015 – Europe Pro Qualifier           | 2.    | 03.300 $  |
| 2015 | Archon Team League Championships          | 1.    | 50.000 $  |
| 2016 | SeatStory Cup V                           | 1.    | 10.000 $  |
| 2017 | Gwent Challenger                          | 1.    | 60.000 $  |
| 2021 | Gwent World Masters Season 1              | 4.    | 16.250 $  |